# SBT Sinop
SBT Sinop é uma emissora de televisão brasileira sediada em Sinop, cidade do estado do Mato Grosso. Opera no canal 4 (48 UHF digital) e é afiliada ao SBT. A emissora pertence ao Grupo Roberto Dorner de Comunicação, de propriedade do empresário, pecuarista e político Roberto Dorner, do qual também fazem parte o SBT Cuiabá, SBT Rondonópolis e SBT Nova Mutum.

## História
A emissora foi fundada por Roberto Dorner, e era inicialmente afiliada à Rede Manchete. Com a falência da rede em 1999, a emissora acompanhou o processo de transição da emissora para TV!, e posteriormente RedeTV!, tornando-se uma das suas primeiras afiliadas.
Entre junho e julho de 2009, a direção da emissora anunciou que deixaria a RedeTV! pelo SBT, após assinar acordo de afiliação com a rede. À meia-noite do dia 1º de agosto a emissora começou a transmitir o sinal do SBT, que já estava há 3 meses sem afiliada no Mato Grosso desde a desafiliação da TV Cidade Verde.
Em 4 de fevereiro de 2016, a emissora deixou de usar o nome TV Cidade e passou a se chamar SBT Sinop. O mesmo ocorreu com as outras emissoras do Grupo Roberto Dorner de Comunicação, a TV Rondon de Cuiabá e a TV Rondon de Rondonópolis, que passaram a se chamar, respectivamente, SBT Cuiabá e SBT Rondonópolis.

## Sinal digital
| Canal virtual | Canal digital | Resolução de tela | Programação                               |
| ------------- | ------------- | ----------------- | ----------------------------------------- |
| 4.1           | 48 UHF        | 1080i             | Programação principal do SBT Cuiabá / SBT |

A emissora iniciou suas transmissões digitais em 23 de fevereiro de 2015, através do canal 48 UHF. Em 10 de novembro, os programas locais da emissora passaram a ser produzidos em alta definição.

## Retransmissoras
- Alta Floresta - 05 VHF
- Aripuanã - 07 VHF
- Cotriguaçu - 08 VHF